# Óscar Macías (Fußballspieler)
Óscar Uriel Macías Mora (* 9. Juli 1998 in Guadalajara, Jalisco), meistens unter seinem Kurznamen Óscar Macías aufgeführt, ist ein mexikanischer Fußballspieler, der vorwiegend im Mittelfeld agiert.

## Leben
Macías erhielt seine fußballerische Ausbildung bei Deportivo Guadalajara, dem bedeutendsten Verein seiner Heimatstadt. Dort erhielt er auch seinen ersten Profivertrag, kam während seiner achtjährigen Vereinszugehörigkeit für die erste Mannschaft von Chivas aber nur zu insgesamt 7 Einsätzen in der höchsten mexikanischen Spielklasse, die er zwischen 2017 und 2020 absolvierte. Häufig spielte Macías auf Leihbasis für andere Vereine sowie das vereinseigene Farmteam Deportivo Tapatío, mit dem er in der Clausura 2023 die Zweitligameisterschaft gewann.
Anfang 2024 wechselte Macías zum Ligarivalen Atlético San Luis, für den er in der Saison 2019/20 bereits auf Leihbasis gespielt hatte.

## Erfolge
- Mexikanischer Zweitligameister: Clausura 2023